# Ixora bracteata
Ixora bracteata är en måreväxtart som beskrevs av Thomas Frederic Cheeseman. Ixora bracteata ingår i släktet Ixora och familjen måreväxter. Inga underarter finns listade i Catalogue of Life.